# Henri Tatarzinski

a Compétitions nationales et continentales officielles uniquement.

Henri Tatarzinski, né le 16 mai 1928 à Oborniki (Pologne) et mort le 17 novembre 2000 à Montpellier (Hérault), est un joueur de rugby à XV et de rugby à XIII, évoluant au poste de deuxième ligne dans les années 1940 à 1960.
Il pratique le rugby à XV au sein du club du S.C. Tarare, situé dans la région lyonnaise, côtoyant Jean Bénetière, futur international à XV. En 1951,  il rejoint l'autre de rugby en vogue en cette sortie de guerre en signant pour l'U.S. Lyon-Villeurbanne en rugby à XIII. Au sein du club lyonnais, il remporte à une reprise le Championnat de France en 1955, complétés de deux titres de Coupe de France en 1953 et 1954. Sous ce maillot, il côtoie des joueurs tels que Joseph Krawczyk, Joseph Vanel, Jean Audoubert, Guy Augey, Élie Brousse, Hugues Baldassin, François Montrucolis et René Duffort. Après sa priode lyonnaise, il rejoint le Montpellier XIII.

## Biographie
Henri Tatarzinski naît le 16 mai 1928 à Oborniki en Pologne. Il meurt le 17 novembre 2000 à Montpellier en France.

## Palmarès

### Rugby à XV

#### Statistiques en club
| Saison  | Saison    | Championnat                      | Championnat | Coupe           | Coupe  |
| Saison  | Saison    | Comp.                            | Class.      | Comp.           | Class. |
| ------- | --------- | -------------------------------- | ----------- | --------------- | ------ |
| 1948-49 | SC Tarare | Championnat de France Excellence |             | Coupe de France |        |
| 1949-50 | SC Tarare | Championnat de France Excellence |             | Coupe de France |        |
| 1950-51 | SC Tarare | Championnat de France Excellence |             | Coupe de France |        |

### Rugby à XIII
- Collectif : 
  - Vainqueur du Championnat de France : 1955 (Lyon).
  - Vainqueur de la Coupe de France : 1953 et 1954 (Lyon).
  - Finaliste du Championnat de France : 1953 (Lyon).

#### Détails en club
| Saison    | Saison               | Championnat           | Championnat | Coupe           | Coupe      |
| Saison    | Saison               | Comp.                 | Class.      | Comp.           | Class.     |
| --------- | -------------------- | --------------------- | ----------- | --------------- | ---------- |
| 1951-1952 | US Lyon-Villeurbanne | Championnat de France | 1/2 finale  | Coupe de France | 1/2 finale |
| 1952-1953 | US Lyon-Villeurbanne | Championnat de France | Finaliste   | Coupe de France | Vainqueur  |
| 1953-1954 | US Lyon-Villeurbanne | Championnat de France | 1/2 finale  | Coupe de France | Vainqueur  |
| 1954-1955 | US Lyon-Villeurbanne | Championnat de France | Champion    | Coupe de France | 1/8 finale |
| 1955-1956 | US Lyon-Villeurbanne | Championnat de France | 10e         | Coupe de France | 1/4 finale |
| 1956-1957 | US Lyon-Villeurbanne | Championnat de France | 9e          | Coupe de France | 1/4 finale |